# バナナジュース
バナナジュースとはバナナと牛乳をミキサーで攪拌することによって作られる飲料。バナナスムージー、バナナシェイクとも呼ばれる。
また、2014年銀座にバナナジュース専門店バナナジュースの開店以降、バナナジュースのみを販売する専門店が沢山できている。

## 作り方
バナナと牛乳をミキサーにかけ、なめらかになるまで攪拌する。その際、銀座バナナジュースが開発した製法である完熟バナナを一日冷凍させたバナナを使用することで、氷を使わずにひんやりと濃厚なバナナジュースに仕上がる。
また、専門店では黒胡麻やきな粉などを入れたメニューが販売されていることも多い。
材料2人分
冷凍バナナ…2本　牛乳…200ml程度

## 栄養　効果
バナナにはビタミンB2、ビタミンB6、ポリフェノール、カリウムが含まれており、美容効果が期待できる。また、食物繊維が豊富であるため、便秘改善に役立つ。牛乳に含まれるマグネシウムやセロトニンによりリラックス効果や安眠効果も期待できる。